# Casimirella lanata
Casimirella lanata är en tvåhjärtbladig växtart som beskrevs av Richard Alden Howard. Casimirella lanata ingår i släktet Casimirella och familjen Icacinaceae. Inga underarter finns listade i Catalogue of Life.